# Zamost
Zamost je pogranično naselje u Hrvatskoj u sastavu Grada Čabra. Nalazi se u Primorsko-goranskoj županiji. 

## Zemljopis
Nalazi se na zapadnoj obali rijeke Čabranke. 
Sjeverozapadno su Podstene, zapadno su Fažonci, istočno je Slovenija, a u Sloveniji Sela i Osilnica, onda na istoku opet slijedi Hrvatska i naselje Hrvatsko, južno-jugoistočno su Smrekari, jugoistočno su Hrib i nacionalni park Risnjak, jugozapadno je Gerovo, zapadno je Mali Lug, sjeverozapadno je Smrečje.

## Stanovništvo
| broj stanovnika | 124   | 103   | 63    | 97    | 108   | 104   | 97    | 116   | 103   | 89    | 85    | 76    | 67    | 50    | 44    | 26    | 18    |
|                 | 1857. | 1869. | 1880. | 1890. | 1900. | 1910. | 1921. | 1931. | 1948. | 1953. | 1961. | 1971. | 1981. | 1991. | 2001. | 2011. | 2021. |